# أندي كورتيس
أندي كورتيس (بالإنجليزية: Andy Curtis)‏ (2 ديسمبر 1972 بدونكاستر في المملكة المتحدة - ) هو لاعب كرة قدم بريطاني في مركز جناح ‏. لعب مع نادي بيتربورو يونايتد ونادي يورك سيتي ونادي سكاربورو ونادي كيترينغ تاون ونادي بوسطن يونايتد.